# Narsinghgarh (Staat)

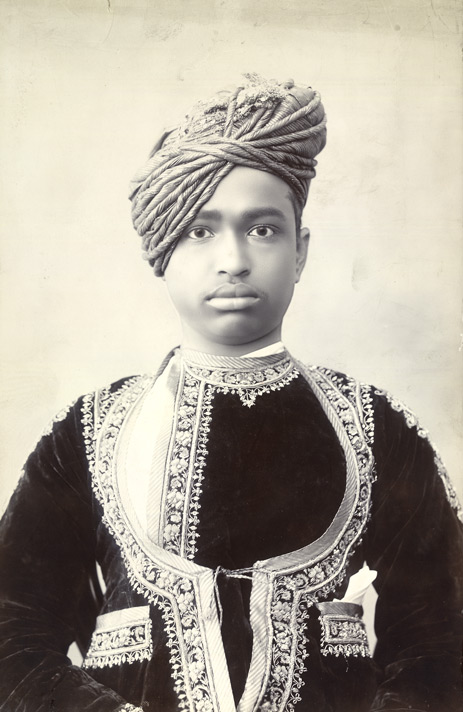
Raja Arjun Singh um 1900

Narsinghgarh (Narsingarh) war einer der Fürstenstaaten der Central India Agency von Britisch-Indien im heutigen Bundesstaat Madhya Pradesh. Seine Hauptstadt war der Ort Narsinghgarh. Aus dem Vorgängerstaat Umatwara, dessen Rajputen-Fürst seit 1448 den Titel Rawat trug, entstanden 1681 durch Erbteilung die Fürstentümer Rajgarh und Narsinghgarh. Im Verlauf der Marathenkriege kam Narsingharh unter die Oberhoheit des Holkar von Indore. Narsingharh war 1818–1947 britisches Protektorat und hatte 1948 eine Fläche von 1920 km² und 140.000 Einwohner. Rawat Hanwant Singhji wurde 1872 zum Raja erhoben.
Narsinghgarh vollzog am 15. Juni 1948 den Anschluss an Indien und trat am 16. Juni der Fürstenunion Madhya Bharat bei. Am 1. November 1956 wurden alle Fürstenstaaten der Union aufgelöst und dem Bundesstaat Madhya Pradesh einverleibt.